# Maika Monroe
Maika Monroe (tên khai sinh Dillon Monroe Buckley; sinh ngày 29 tháng 5 năm 1993) là một diễn viên và vận động viên lướt ván dù chuyên nghiệp người Mỹ. Sự nghiệp diễn xuất của cô bắt đầu vào năm 2012 với phim At Any Price. Năm 2013, cô xuất hiện cùng Kate Winslet trong bộ phim chính kịch Labor Day. Cô được công nhận là một "scream queen" (nữ hoàng hét) sau khi tham gia hai bộ phim kinh dị năm 2014 là The Guest và It Follows. Năm 2016, Monroe vào vai Patricia Whitmore trong phim Independence Day: Resurgence.

## Sự nghiệp

### Phim đã tham gia
| Năm  | Tên phim                        | Vai diễn           | Ghi chú |
| ---- | ------------------------------- | ------------------ | ------- |
| 2012 | At Any Price                    | Cadence Farrow     |         |
| 2013 | The Bling Ring                  | Beach Girl         |         |
| 2013 | Labor Day                       | Mandy              |         |
| 2014 | The Guest                       | Anna Peterson      |         |
| 2014 | It Follows                      | Jay Height         |         |
| 2015 | Echoes of War                   | Abigail Riley      |         |
| 2015 | Bokeh                           | Jenai              |         |
| 2016 | The 5th Wave                    | Ringer             |         |
| 2016 | The Tribes of Palos Verdes      | Medina             |         |
| 2016 | Independence Day: Resurgence    | Patricia Whitmore  |         |
| 2016 | Hot Summer Nights               | McKayla Strawberry |         |
| 2016 | The Scent of Rain and Lightning | Jody Linder        |         |
| 2024 | Longlegs: Thảm kịch dị giáo     | Lee Harker         |         |